# Allium chrysocephalum
Allium chrysocephalum  (лат.) — вид однодольных растений рода Лук (Allium) семейства Амариллисовые (Amaryllidaceae). Впервые описан немецко-российским ботаником Эдуардом Людвиговичем Регелем в 1887 году.

## Распространение и среда обитания
Эндемик Китая, встречающийся в провинциях Ганьсу, Цинхай и Сычуань. Встречается на лугах и влажных склонах.

## Ботаническое описание
Луковичный геофит.
Луковицы обычно цилиндрические, иногда утолщённые у основания, одиночные, 0,5—1 см диаметром; шелуха от коричневого до светло-коричневого цвета.
Листья линейные, слегка серповидные, плоские.
Соцветие — полушаровидный или шаровидный зонтик, несущий большое количество плотно размещённых цветков с околоцветником ярко-жёлтого оттенка.
Цветёт и плодоносит с июля по сентябрь.
Число хромосом — 2n=16.